# Teatro de la Ópera de Maracay
El Teatro de la Ópera de Maracay (TOM) es una sala de conciertos en el estado Aragua, Venezuela que comenzó a construirse en mayo de 1935 por mandato del entonces presidente de Venezuela, Juan Vicente Gómez. Fue declarado Monumento Histórico Nacional el 15 de abril de 1994 según Gaceta N.º 35441. Tiene aforo para 837 espectadores.
La obra le fue encomendada al arquitecto Luis Malaussena, quien junto con Carlos Guinand se inspiraron en el Teatro de la Ópera de Charles Garnier, en París, Francia,[cita requerida] para desarrollar el monumental proyecto cargado de líneas sobrias dentro de su espectacularidad donde predominan las líneas horizontales y algunos espacios libres compensan la pesadez de ese predominio.
El sitio seleccionado para construir el teatro es un terreno baldío ubicado adyacente a la plaza Bolívar de Maracay frente a los entonces Hotel Jardín y Clínica Maracay, que conforman un conjunto arquitectónico de grandes proporciones sin precedentes en Venezuela.
La inauguración del teatro estaba prevista para el año 1936 con una compañía española de zarzuela, pero el general Gómez fallece el 17 de diciembre de 1935 y los trabajos fueron paralizados a mediados del marzo de 1936. En 1971, bajo la dirección de Luis Manuel Trompis, Juan Márquez Centeno y Jesús Álvarez Fernández, se reinicia el trabajo para terminar el edificio, que fue inaugurado el 19 de marzo de 1973.